# Juan Manuel Abaca
Juan Manuel Abaca (Ciudad de Santa Rosa, La Pampa, Argentina; 29 de diciembre de 1989) es un futbolista argentino juega de Delantero, actualmente es jugador de Sansinena del Torneo Federal A.

## Clubes
| Club                                  | País      | Año         |
| ------------------------------------- | --------- | ----------- |
| Club Olimpo                           | Argentina | 2011        |
| Independiente de Rio Colorado         | Argentina | 2012 - 2014 |
| Tiro federal de Bahía Blanca          | Argentina | 2014 - 2015 |
| Club Atlético Sarmiento (Resistencia) | Argentina | 2015 - 2016 |
| Sansinena                             | Argentina | 2017        |

## Palmarés
| Título           | Club              | País      | Año  |
| ---------------- | ----------------- | --------- | ---- |
| Torneo Federal B | Club Tiro Federal | Argentina | 2015 |